# البدوي (جازان)
قرية البدوي، إحدى قرى محافظة صامطة جنوب منطقة جازان الواقعة جنوب غرب السعودية.

## الموقع
تقع القرية إلى الشمال الغربي من مدينة صامطة، ويحدها من الشرق قرية الزاوية، ومن الغرب الهلية وحندود. 

## الخدمات
تضم القرية مدرستين للبنين وأخرى للبنات للمرحلتين الابتدائية والمتوسطة التي تخدم القرية وعدد من القرى المحيطة. تضم القرية أيضاً مركز رعاية صحية أولية تابع لوزارة الصحة يقوم على خدمة سكان قرية البدوي بالإضافة إلى القرى المحيطة بها وهي الزاوية والهلية وحندود.